# Kids (canção de MGMT)
"Kids" é uma canção da banda estadunidense MGMT. Foi lançada como o terceiro e último single de seu álbum de estreia, Oracular Spectacular, em 13 de outubro de 2008. Nos Grammy Awards de 2010, foi indicada a Melhor Performance Pop por uma Dupla ou Grupo.
A canção foi tema de uma disputa legal com o então presidente da França, Nicolas Sarkozy, sobre a compensação "insultuosa" que ele ofereceu pelo uso impróprio dela durante uma conferência partidária.

## Posição nas paradas musicais
| Parada (2008–09)                                  | Melhor posição |
| ------------------------------------------------- | -------------- |
| Austrália (ARIA)                                  | 21             |
| Áustria (Ö3 Austria Top 75)                       | 43             |
| Bélgica (Ultratop 50 de Flandres)                 | 19             |
| Bélgica (Ultratop 50 da Valônia)                  | 32             |
| Canadá (Canadian Hot 100)                         | 44             |
| Dinamarca (Hitlisten)                             | 33             |
| França (SNEP)                                     | 27             |
| Alemanha (Offizielle Deutsche Charts)             | 48             |
| Irlanda (IRMA)                                    | 9              |
| Nova Zelândia (Recorded Music NZ)                 | 29             |
| Noruega (VG-lista)                                | 1              |
| Suíça (Schweizer Hitparade)                       | 43             |
| Reino Unido (UK Singles Chart)                    | 16             |
| Estados Unidos (Billboard Hot 100)                | 91             |
| Estados Unidos (Billboard Hot Modern Rock Tracks) | 9              |
| Estados Unidos (Billboard Rock Songs)             | 17             |

| Parada (2008)                                | Posição |
| -------------------------------------------- | ------- |
| Austrália (ARIA)                             | 98      |
| Reino Unido (Official Charts Company)        | 136     |
| Parada (2009)                                | Posição |
| Bélgica (Ultratop Flanders)                  | 92      |
| Reino Unido (Official Charts Company)        | 99      |
| Estados Unidos (Billboard Hot Rock Songs)    | 19      |
| Estados Unidos (Billboard Alternative Songs) | 10      |
| Parada (2019)                                | Posição |
| Portugal (AFP)                               | 962     |